# Gustav Adolfs distrikt, Värmland
Gustav Adolfs distrikt är ett distrikt i Hagfors kommun och Värmlands län. Distriktet ligger omkring Gustavsfors och Geijersholm i nordöstra Värmland.

## Tidigare administrativ tillhörighet
Distriktet inrättades 2016 och utgörs av Gustav Adolfs socken i Hagfors kommun.
Området motsvarar den omfattning Gustav Adolfs församling hade vid årsskiftet 1999/2000.

## Tätorter och småorter
I Gustav Adolfs distrikt finns en tätort och en småort.

### Tätorter
- Geijersholm (del av)

### Småorter
- Gustavsfors